# Justus Koech
Justus Koech (né le 19 mars 1980) est un athlète kényan, spécialiste du 800 mètres. 

## Biographie
Il se classe sixième du 800 m lors des championnats du monde 2003 et obtient cette même année la médaille de bronze aux Jeux africains, à Abuja.
En 2007, à Alger, il remporte une nouvelle médaille de bronze lors des Jeux africains en terminant derrière le Soudanais Abubaker Kaki Khamis et le Sud-africain Mbulaeni Mulaudzi.
Son record personnel sur 800 m est de 1 min 44 s 16, établi le 26 juillet 2003 à Nairobi.

## Palmarès
| Date | Compétition              | Lieu      | Résultat | Épreuve | Temps         |
| ---- | ------------------------ | --------- | -------- | ------- | ------------- |
| 2003 | Championnats du monde    | Paris     | 6e       | 800 m   | 1 min 45 s 63 |
| 2003 | Jeux africains           | Abuja     | 3e       | 800 m   | 1 min 46 s 50 |
| 2007 | Jeux africains           | Alger     | 3e       | 800 m   | 1 min 45 s 80 |
| 2007 | Jeux mondiaux militaires | Hyderabad | 3e       | 800 m   | 1 min 49 s 24 |

### Records
| Épreuve | Performance   | Lieu    | Date            |
| ------- | ------------- | ------- | --------------- |
| 800 m   | 1 min 44 s 16 | Nairobi | 26 juillet 2003 |